# Ken Robinson
Sir Kenneth Robinson (Liverpool, 1950. március 4. – London, 2020. augusztus 21.) brit szerző, előadó és nemzetközi tanácsadó az oktatás mint tudomány témakörben kormányzati, nonprofit, oktatási és tudományos testületekben. 1985-1989 között a Tudomány az iskolákban projekt igazgatója volt, majd 1989–2001 között a University of Warwick-on a Tudomány Oktatásának professzora. 2003-ban a tudomány érdekében végzett szolgálataiért lovaggá ütötték.
Liverpooli munkáscsaládból származik. Később Los Angelesben élt feleségével, Marie-Theresevel és gyermekeivel, James-szel és Kate-tel.

## Fiatalkora
James és Ethel Robinson gyermekeként született. Hat testvére volt. Robinson négyéves korában gyermekbénulást kapott. A bénulás fizikai tünetei miatt speciális iskolákba járt. Később angol nyelvet és színházművészetet tanult a University of Leeds Bretton Hall College of Education szakán (1968-1972). 1981-ben doktori címet szerzett; témája a színházművészet és az oktatás kapcsolata volt.

## Pályafutása
1985-1988 között Robinson a Tudomány az Iskolákban Projekt igazgatója volt, amely célul tűzte ki Angliában és Wales-ben a művészeti oktatás fejlesztését. A több, mint 300 ajánlást megfogalmazó projektben több, mint 2000 tanár, művész és közszolga vett részt. Ez a projekt a brit Nemzeti Alaptantervet is befolyásolta. Ezen időszak alatt Robinson a brit kormány Artswork szervezetét is vezette, amely az ifjúsági művészi neveléssel foglalkozott. Ezen kívül a hongkongi Academy of Performance Arts tanácsadója is volt.
Tizenkét éven keresztül a University of Warwick-on a Tudomány Oktatásának professzora, majd professzor emeritusa. Tiszteletbeli címet kapott a Rhode Island School of Design-től, a Ringling College of Arts and Design-től, az Open University-től, a Central School of Speech and Drama-tól, a Birmingham City University-től és a Liverpool Institute for Performaning Arts-tól. A Rhode Island School of Design az Athena Díjjal jutalmazta a tudomány és az oktatás terén végzett szolgálataiért, a Royal Society of Arts pedig a Benjamin Franklin Medált adományozta neki az Egyesült Királyság és az Amerikai Egyesült Államok közti kulturális kapcsolatok terén végzett kiemelkedő erőfeszítésekért. 2005-ben a Time/Fortune/CNN az egyik "Principal Voice"-nak (Elsődleges Hang) választotta. 2003-ban a Királynő lovaggá ütötte tudományos munkásságáért.
Világszerte tartott előadásokat az üzleti és oktatási szektorra váró kreatív kihívásokról az új, globális gazdaságban.
A TED konferenciák népszerű előadójaként Robinson három előadást is tartott a kreativitás szerepéről az oktatásban. Ezeket a TED weboldalán több, mint 20 millióan nézték meg 2014 végéig. Robinson előadása arról, hogyan öli ki az iskola a kreativitást az emberekből a TED legnépszerűbb előadása (2014).
2013 áprilisában "Hogyan szabaduljunk az oktatás Halál-völgyéből?" címmel tartott előadást, amelyben három alapelvet emel ki, melyek segítségével az emberi elme virágozhat – és azt, hogy a jelenlegi oktatási kultúra hogyan akadályozza ezeket.

## Az oktatással kapcsolatos elképzelései
Robinson javaslata szerint annak érdekében, hogy az oktatás magával ragadó és sikeres legyen három területen kell fejleszteni. Először is a különbözőséget kéne elősegítse oly módon, hogy széles körű tantervet kínál és elősegíti a tanulási folyamat egyéni útját; másodsorban a kíváncsiságot támogatja a kreatív tanításon keresztül, amelyhez magas színvonalú tanárképzés és -fejlesztés szükséges; végül a kreativitás ösztönzésére kéne koncentrálni alternatív didaktikai folyamatok elősegítésével, amely nem elsősorban a szabvány tesztekre helyezi a hangsúlyt, így az oktatás útirányát az egyedi iskolákra és tanárokra bízza. Robinson külön hangsúlyt fektet arra, hogy csak akkor érhetünk el sikereket, ha rájövünk, hogy az oktatás természetes rendszer, nem pedig mechanikus. A sikeres iskolai adminisztráció segítőkész légkört jelent, nem "parancsoló és ellenőrző" [központot]

## Munkássága
Az 1977-ben publikált Learning Through Drama: Report of the Schools Council Drama Teaching (Tanulás a színjátszás segítségével: az Iskolatanács jelentése a Színjátszás Oktatásáról) egy hároméves projekt lezárása volt, a brit Iskolatanács megbízásából. Robinson volt a fő szerzője az 1982-ben megjelent The Arts in Schools: Principles, Practice, and Provision (Tudomány az Iskolákban: Elvek, Gyakorlat és Gondoskodás) című kötetnek, amely azóta is az egyik kulcsfontosságú szöveg a nemzetközi tudományos oktatás területén. 1984-ben a The Arts and Higher Education (A Tudomány és a Felsőoktatás) című kötet szerkesztője volt, majd 1986-ban a The Arts in Further Education (A Tudomány a Továbbtanulásban), illetve az Arts Education in Europe (A Tudományos Oktatás Európában) és a Facing the Future: The Arts and Education in Hong Kong (Szembenézni a jövővel: A Tudomány és az Oktatás Hong Kongban) társszerzője.
Robinson 2001-ben megjelent Out of Our Minds: Learning to be Creative (Elveszteni az eszünket: a kreativitás tanulása) című művéről John Cleese, az ismert komikus azt mondta: "Ken Robinson briliánsan ír azokról a különböző módszerekről, ahogyan a nyugati kultúra, és főleg a mi oktatási rendszerünk elhanyagolja és lenézi a kreativitást".
2009-ben jelent meg The Element: How Finding Your Passion Changes Everything (Az alkotórész: hogyan változtat meg mindent, ha megtalálod a szenvedélyed) című könyve. Az alkotórész arra az érzésre utal, amikor a személyes tehetség és a személyes szenvedély találkoznak. Véleménye szerint ha ez létrejön, akkor érezzük leginkább kiteljesedettnek, inspiráltnak és alkotásra képesnek magunkat. A könyvben a siker paradigmáját járja körül olyan alkotóművészek személyes történetén keresztül, mint Paul McCartney, Meg Ryan és a Simpson alkotója, Matt Groening.

## Művei
- 1977: Learning Through Drama: Report of The Schools Council Drama Teaching Project with Lynn McGregor and Maggie Tate. UCL. Heinemann. ISBN 0435185659
- 1980: Exploring Theatre and Education Heinmann ISBN 0435187813
- 1982: The Arts in Schools: Principles, Practice, and Provision,. Calouste Gulbenkian Foundation. ISBN 0903319233
- 1984: The Arts and Higher Education. (editor with Christopher Ball). Gulbenkian and the Leverhulme Trust ISBN 0900868899
- 1986: The Arts in Further Education. Department of Education and Science.
- 1998: Facing the Future: The Arts and Education in Hong Kong, Hong Kong Arts Development Council ASIN B002MXG93U
- 1998: All Our Futures: Creativity, Culture, and Education (The Robinson Report)
- 2001: Out of Our Minds: Learning to Be Creative, Capstone ISBN 1907312471
  - 2011: Az alkotó tér. Lépj ki a dobozból, mert többre vagy képes, mint gondolnád! (ford. Bányász Réka), HVG Könyvek, Bp.
- 2009: The Element: How Finding Your Passion Changes Everything (with Lou Aronica), Viking ISBN 978-0670020478
  - 2010: Az alkotó elem. Fedezd fel, mire születtél, és minden megváltozik (közrem. Lou Aronica, ford. Kőrös László), HVG Könyvek, Bp.
- 2013: Finding Your Element: How To Discover Your Talents and Passions and Transform Your Life (with Lou Aronica), Viking ISBN 9780670022380
  - 2014: Elemedben vagy? Fedezd fel a benned rejlő tehetséget! (közrem. Lou Aronica, ford. Mester Orsolya), HVG Könyvek, Bp.
- 2015: Creative schools: the grassroots revolution that's transforming education. (with Lou Aronica), New York: Viking ISBN 9780143108061
  - 2018: Kreatív iskolák. Az oktatás alulról szerveződő forradalmi átalakítása (közrem. Lou Aronica, ford. Bányász Réka), HVG Könyvek, Bp.
- 2018: You, your child, and school : navigate your way to the best education (with Lou Aronica), London: Penguin Books ISBN 9780241352908
- 2022: Imagine if... (with Kate Robinson), London: Penguin Books ISBN 9780141990972

### Magyarul
- Az alkotó elem. Fedezd fel, mire születtél, és minden megváltozik; közrem. Lou Aronica, ford. Kőrös László; HVG Könyvek, Bp., 2010
- Az alkotó tér. Lépj ki a dobozból, mert többre vagy képes, mint gondolnád!; ford. Bányász Réka; HVG Könyvek, Bp., 2011
- Ken Robinson–Lou Aronica: Elemedben vagy? Fedezd fel a benned rejlő tehetséget!; ford. Mester Orsolya; HVG Könyvek, Bp., 2014
- Ken Robinson–Lou Aronica: Kreatív iskolák. Az oktatás alulról szerveződő forradalmi átalakítása; ford. Bányász Réka; HVG Könyvek, Bp., 2018